# Norwich (Ohio)
Norwich – wieś w Stanach Zjednoczonych, w stanie Ohio, w hrabstwie Muskingum.